# Adolph Plummer
Adolph Plummer (* 3. Januar 1938 in Brooklyn, New York; † 30. November 2015 in Denver, Colorado) war ein amerikanischer 400-Meter-Läufer, der 1963 den Weltrekord aufstellte.

## Leben
Mit 17 Jahren verpflichtete sich Plummer in der U.S. Air Force. Erst hier kam er zur Leichtathletik und bekam als Sprinter (100 Yards in 9,3 s = ca. 100 m in 10,2 s) für vier Jahre ein Stipendium an der University of New Mexico Albuquerque (UNM), wo er von 1959 bis 1963 studierte und seinen B. A. als Sportlehrer abschloss. Am 25. Mai 1963 lief er Weltrekord über 440 Yards, das letzte Mal, dass der Rekord über die längere Yards-Strecke auch Weltrekord über die kürzere Meter-Strecke (402,34 m) darstellte. Durch eine Verletzung kam er nicht dazu, sich für die Olympischen Spiele 1964 zu qualifizierten. 1965 kam er als 200-Meter-Läufer zurück, gewann die amerikanische Meisterschaft und führte die Weltrangliste an.
Nach dem Studium zog er nach Denver, wo er sich vom Lehrer zum stellvertretenden Schulleiter emporarbeitete und dafür sorgte, dass die Aufhebung der Rassentrennung im Schulsystem Denvers problemlos verlief. Von 1991 bis 1993 war er der stellvertretende Sportdirektor der UNM.